# Pshejskaya
Pshejskaya (del ruso: Пшехская), es una stanitsa del raión de Beloréchensk del krai de Krasnodar, en Rusia. Se sitúa a orillas del río Psheja (a la altura de la desembocadura del Abazinka), afluente del Bélaya, de la cuenca hidrográfica del Kubán, 9 km al suroeste de Beloréchensk y 73 km al sureste de Krasnodar, la capital del krai. Tenía 5 064 habitantes en 2010.
Es cabeza del municipio Pshejskoye, al que pertenecen asimismo Kubanski, Ternovi, Fadéyevski, Lesnói, Dunaiski y Korénnaya Balka.

## Historia
Hasta 1920 pertenecía al otdel de Maikop del óblast de Kubán.

## Transporte
La localidad cuenta con una estación en la línea Armavir-Tuapsé del ferrocarril del Cáucaso Norte.